# Jean-Claude Dauphin
Claude Marie Raymond Legrand dit Jean-Claude Dauphin, né le 16 mars 1948 à Boulogne-Billancourt, est un acteur français.

## Biographie
Il est le fils du comédien Claude Dauphin et de la comédienne Maria Mauban, le petit-fils du poète Franc-Nohain et de la dessinatrice Marie-Madeleine Dauphin, le neveu de l'animateur Jean Nohain, frère de son père, et le cousin de l'auteur, acteur et réalisateur Dominique Nohain et de la romancière Raphaëlle Giordano.
Au lycée Paul-Valéry, à Paris, il étudie dans la classe du latiniste Bernard Mortureux, spécialiste de Sénèque.
Ses débuts, en 1968, dans Adolphe ou l'Âge tendre de Bernard Toublanc-Michel le rendent célèbre.
En 1969, il joue le fiancé de Claude Jade dans Le Témoin. À l'époque, Claude Jade et Jean-Claude Dauphin sont un couple. « Il était charmant, drôle, intelligent, et je ne tardai pas à sortir avec lui. Avec notre teint clair et nos traits fins, nous aurions pu jouer un frère et une sœur », écrit Claude Jade dans son autobiographie Baisers envolés.
Gérard Blain l’engage en 1970, pour Les amis, et en 1972 Bernard Paul lui donne le rôle principal aux côtés de Dominique Labourier dans Beau Masque. Il joue aux côtés d'Annie Girardot et de Philippe Noiret dans La Mandarine d’Édouard Molinaro, et aux côtés d’Isabelle Adjani dans la série télévisée Le Secret des Flamands.
Autres films dans les années 1970 : Le Hasard et la Violence, Les Suspects, Hugues-le-loup, Dracula père et fils, Barry of the Great St. Bernard, Dernière sortie avant Roissy...
En 1975, Il interprète le rôle de Billy, batteur de jazz des clubs parisiens, fils de Dora Doll, dans La Folle de Maigret de la série Les Enquêtes du commissaire Maigret. En 1976, il joue dans le premier épisode de la nouvelle série Commissaire Moulin. En 1980, il joue le rôle d’Ulysse aux côtés de Nicole Jamet dans L'Inconnue d'Arras de Raymond Rouleau. Il est également la voix off ou le récitant de nombreux documentaires de la télévision française.
En 1981, il est à la télévision Léon Lécuyer, enseignant idéaliste dans la série d'Édouard Molinaro, Au bon beurre et au cinéma Ricky dans Le Choix des armes d’Alain Corneau et participe, en 1984, à Souvenirs, Souvenirs. L'un de ses rôles les plus importants est celui de Clovis, le héros d'Adieu la vie de Maurice Dugowson en 1986.
En 1987, il joue avec Guy Marchand et Caroline Cellier dans Charlie Dingo de Gilles Béhat, et avec Juliette Binoche dans L'Insoutenable Légèreté de l'être.
L'un de ses derniers succès au cinéma est son rôle dans L'École de la chair (1998) de Benoît Jacquot avec Isabelle Huppert.

## Vie privée
Jean-Claude Dauphin s'est marié en 1973 avec la chanteuse Laura Ulmer, fille de l'auteur-compositeur Georges Ulmer.

## Filmographie

### Cinéma
- 1968 : Adolphe ou l'Âge tendre, de Bernard Toublanc-Michel
- 1969 : Le Témoin, d'Anne Walter
- 1970 : Les Amis, de Gérard Blain
- 1972 : La Mandarine, d'Édouard Molinaro
- 1972 : What a Flash !, de Jean-Michel Barjol
- 1972 : Beau Masque, de Bernard Paul
- 1974 : Les Suspects, de Michel Wyn
- 1974 : Le Hasard et la Violence, de Philippe Labro
- 1976 : La Syncope, d'Édouard Niermans (court-métrage)
- 1976 : Dracula père et fils, d'Édouard Molinaro
- 1977 : La Fille d'Amérique, de David Newman
- 1977 : Dernière Sortie avant Roissy, de Bernard Paul
- 1981 : Le Choix des armes, d'Alain Corneau
- 1983 : Une jeunesse, de Moshé Mizrahi
- 1983 : Sarah, de Maurice Dugowson
- 1984 : Souvenirs, Souvenirs, d'Ariel Zeitoun
- 1985 : Spécial Police, de Michel Vianey
- 1985 : L'amour propre ne le reste jamais très longtemps, de Martin Veyron
- 1986 : Yiddish Connection, de Paul Boujenah
- 1986 : Nuit d'ivresse, de Bernard Nauer
- 1987 : Charlie Dingo, de Gilles Béhat
- 1988 : L'Insoutenable Légèreté de l'être de Philip Kaufman
- 1991 : Netchaïev est de retour, de Jacques Deray
- 1998 : L'École de la chair, de Benoît Jacquot
- 1999 : Pourquoi pas moi ?, de Stéphane Giusti
- 1999 : Le Sourire du clown, d'Éric Besnard
- 2000 : Six-Pack, d'Alain Berberian
- 2001 : La Tour Montparnasse infernale, de Charles Nemes
- 2001 : Les Âmes câlines, de Thomas Bardinet
- 2003 : Félicitations, de Matthieu Rozé (court-métrage)
- 2007 : Le Deuxième Souffle d'Alain Corneau
- 2007 : Petit Poucet court métrage de Matthieu Rozé
- 2009 : Streamfield, les carnets noirs de Jean-Luc Miesch
- 2009 : LOL de Lisa Azuelos : Le ministre, père de Paul-Henri
- 2011 : Léa de Bruno Rolland
- 2011 : Le Moine de Dominik Moll : le narrateur (voix uniquement).

### Télévision
- 1971 : Le Miroir 2000, de Jean Couturier et François Villiers (série TV)
- 1974 : Le Secret des Flamands, de Robert Valey (TV)
- 1974 : Les Petits Enfants du siècle, de Michel Favart (TV)
- 1974 : A dossiers ouverts de Claude Boissol, épisode : La Cordée (TV)
- 1975 : Hugues-le-Loup, de Michel Subiela (TV)
- 1975 : Les Enquêtes du commissaire Maigret (série télévisée) épisode La Folle de Maigret de Claude Boissol
- 1976 : L'Homme d'Amsterdam, de Victor Vicas (série TV)
- 1976 : Commissaire Moulin (série télévisée) : Ricochet (Bernard).
- 1977 : Barry of the Great St. Bernard, de Frank Zuniga (TV)
- 1978 : Claudine à l'école, d'Édouard Molinaro (TV)
- 1978 : Madame le Juge, de Claude Barma, Claude Chabrol, Philippe Condroyer, Édouard Molinaro et Nadine Trintignant (série TV)
- 1978 : Le Temps des as, de Claude Boissol (feuilleton TV)
- 1979 : Efficax, de Philippe Ducrest (TV)
- 1979 : Les Enquêtes du commissaire Maigret, épisode : Maigret et l'Indicateur d'Yves Allégret
- 1980 : L'Inconnu d'Arras, de Raymond Rouleau (TV)
- 1981 : Au bon beurre, d'Édouard Molinaro (TV)
- 1981 : Les Enquêtes du commissaire Maigret, épisode : Le Pendu de Saint-Pholien d'Yves Allégret
- 1981 : Les Enquêtes du commissaire Maigret, Une confidence de Maigret d'Yves Allégret
- 1982 : Les Scénaristes ou Les aventures extraordinaires de Robert Michon, de Nino Monti (TV)
- 1983 : Quelques hommes de bonne volonté, de François Villiers (feuilleton TV)
- 1983 : La Guérilla ou les Désastres de la guerre (Los Desastres de la guerra), de Mario Camus (feuilleton TV)
- 1984 : L'Amour en héritage (Mistral's Daughter), de Kevin Connor et Douglas Hickox (feuilleton TV)
- 1985 : Permis de construire, de Pierre Bureau (série TV)
- 1986 : Adieu la vie, de Maurice Dugowson (TV)
- 1988 : Le Manteau de St. Martin, de Gilles Béhat (TV)
- 1989 : Champagne Charlie, d'Allan Eastman (TV)
- 1990 : Le Saint - téléfilm : OPA Sauvage, de Paolo Barzman (TV) : Blancpain
- 1991 : La Mort a dit peut-être, d'Alain Bonnot (TV)
- 1991 : Le Squale, de Claude Boissol (TV)
- 1991 : Some Other Spring, de Peter Duffell (TV)
- 1991 : Largo desolato, d'Agnieszka Holland (TV)
- 1992 : Rendez-vous à Lisbonne, de Claude Boissol (TV)
- 1993 : Anges ou démons ?, de Pierre Aknine (TV)
- 1993 : Le Tombeau d'Alexandre (commentaire), de Chris Marker (TV)
- 1995 : Samson le magnifique, d'Étienne Périer (TV)
- 1995 : Quatre pour un loyer, de Georges Barrier, Georges Bensoussan, Philippe Galardi et Dominique Masson (série TV)
- 1995 : Facteur VIII, d'Alain Tasma (TV)
- 1996 : Une femme contre l'ordre, de Didier Albert (TV)
- 1996 : Maigret - téléfilm : Maigret et le port des brumes, de Charles Némès (TV)
- 1996 : Le Poids d'un secret, de Denis Malleval (TV)
- 1998 : Les Bravs, d'Yves Amoureux (TV)
- 1998 : La Clef des champs, de Charles Némès (feuilleton TV)
- 2000 : Julien l'apprenti, de Jacques Otmezguine (TV)
- 2002 : Fabio Montale de José Pinheiro - épisode : Chourmo (mini-série télévisée) : Serge Bondy
- 2002 : La Source des Sarrazins, de Denis Malleval (TV)
- 2003 : Frank Riva, de Patrick Jamain (feuilleton TV)
- 2005 : Le Frangin d'Amérique, de Jacques Fansten (TV)
- 2005 : Avocats et Associés (TV) : Maître Serge N'Guyen
- 2007 : Pas tout de suite..., de Marianne Lamour (TV)
- 2009 : Adresse inconnue (TV)
- 2009 : Désobéir de Joël Santoni
- 2009 : Reporters - Laurent Dewilder
- 2011 : L'ombre d'un flic de David Delrieux (TV)
- 2011 : Accusé Mendès-France de Laurent Heynemann (TV)
- 2012 : La grande peinture de Laurent Heynemann (TV) : le ministre de la Culture
- 2012 : Frère et sœur de Denis Malleval (TV) : Georges Armant
- 2014 : Dame d'atout de Alexis Lecaye et Camille Bordes-Resnais (TV)
- 2014 : Le Passager de Jérôme Cornuau (TV)
- 2016 : Lebowitz contre Lebowitz (épisode Le fils préféré) : maître Sarrazin (TV)
- 2016 : Meurtres à Strasbourg de Laurence Katrian (TV)
- 2019 : Les Secrets du château de Claire de La Rochefoucauld : le duc Thibaut de l'Essile (TV)
- 2020 : Un mauvais garçon de Xavier Durringer : Yves Fontanelle (TV)

#### Documentaires
- Thérèse de Lisieux, un écho du cœur de Dieu (voix du narrateur), de Jean-Daniel Jolly Monge, CERF-AME 1997
- Jules Renard, homme de combats, de Jacques Tréfouël, Les Films du Lieu-dit,2010 (J.-C. Dauphin y interprète le rôle d'Henri Bachelin)
- Le Tombeau d'Alexandre, de Chris Marker (voix du narrateur)

## Théâtre
- 1972 : Les Justes d'Albert Camus, mise en scène Jean Négroni, Maison des arts et de la culture de Créteil
- 1973 : Le Premier d'Israël Horovitz, mise en scène Michel Fagadau, Poche Montparnasse
- 1978 : Le Premier d'Israël Horovitz, mise en scène Michel Fagadau, Théâtre de Poche Montparnasse
- 1980 : Le Premier d'Israël Horovitz, mise en scène Michel Fagadau, Théâtre de Boulogne-Billancourt
- 2012 : Simpatico de Sam Shepard, mise en scène Didier Long, Théâtre Marigny

## Doublage
- 1985 : L'Année du dragon : Stanley White (Mickey Rourke)